# Dasychira horishanella
Dasychira horishanella är en fjärilsart som beskrevs av Matsumura 1927. Dasychira horishanella ingår i släktet Dasychira och familjen tofsspinnare. Inga underarter finns listade i Catalogue of Life.